# Маккрори, Тамдан
Та́мдан Уэ́йд Маккро́ри (англ. Tamdan Wade McCrory; род. 5 ноября 1986, Итака, Нью-Йорк) — американский боец смешанного стиля, представитель средней и полусредней весовых категорий. Выступал на профессиональном уровне в период 2006—2016 годов, известен по участию в турнирах бойцовских организаций UFC, Bellator, Cage Fury FC и др. Владел титулом чемпиона NABC MMA в полусреднем весе.

## Биография
Тамдан Маккрори родился 5 ноября 1986 года в Итаке, Нью-Йорк.
Во время учёбы в местной старшей школе Ithaca High School начал серьёзно заниматься борьбой, в 2002 году входил в состав кадетской сборной Нью-Йорка по греко-римской борьбе. Окончив школу в 2004 году, поступил в State University of New York College at Cortland, где в 2008 году получил степень бакалавра наук в области кинезиологии.
Практиковал бразильское джиу-джитсу, получив чёрный пояс из рук мастера Кена Кроненберга.

### Начало профессиональной карьеры
Дебютировал в смешанных единоборствах на профессиональном уровне в июне 2006 года, выиграл у своего соперника техническим нокаутом в первом же раунде. Дрался в небольших американских промоушенах преимущественно на территории штатов Массачусетс и Нью-Джерси, из всех поединков неизменно выходил победителем. Одержал три победы в рамках промоушена Cage Fury Fighting Championships, где помимо прочего завоевал вакантный титул чемпиона NABC MMA в зачёте полусредней весовой категории. Принял участие в бойцовском реалити-шоу «Железный ринг» на телеканале BET.

### Ultimate Fighting Championship
Имея в послужном списке восемь побед без единого поражения, Маккрори привлёк к себе внимание крупнейшей бойцовской организации мира Ultimate Fighting Championship и в мае 2007 года подписал с ней долгосрочный контракт. Дебютировал в октагоне UFC уже в июне, с помощью удушающего приёма «треугольник» во втором раунде принудил к сдаче Пита Спратта.
В ноябре 2007 года вышел в клетку против японца Акихиро Гоно и во втором раунде вынужден был сдаться, попавшись на рычаг локтя — таким образом потерпел первое поражение в профессиональной карьере.
В 2008 году по очкам выиграл у Люка Каммо, но затем сдачей проиграл Дастину Хейзелетту.
В 2009 году техническим нокаутом победил Райана Мэдигана, однако раздельным судейским решением уступил Джону Говарду — на этом поражении его сотрудничество с организацией подошло к концу.

### Bellator MMA
Покинув UFC, Маккрори планировал принять участие в гран-при четвёртого сезона Bellator в среднем весе, однако запрос его менеджера был отклонён организацией. В конечном счёте боец решил завершить профессиональную карьеру, отметив, что она отнимает слишком много времени, и это мешает ему проводить время с семьёй.
Тем не менее, после пятилетнего перерыва он подписал контракт с агентством Binns Management и объявил о своём возвращении в ММА. Возвращение состоялось в сентябре 2014 года на одном из турниров Bellator. Маккрори эффектно нокаутировал своего соперника Бреннана Уорда уже на 21 секунде первого раунда.
Продолжая выступать в Bellator, в феврале 2015 года отметился досрочной победой над Джейсоном Бутчером — ему потребовалось 66 секунд, чтобы заставить соперника сдаться.

### Возвращение в UFC
Показав хорошие результаты в Bellator, в августе 2015 года Маккрори вновь подписал контракт с UFC. Возвращение оказалось удачным, в декабре последовала досрочная победа над Джошем Самманом.
Однако в 2016 году Тамдан Маккрори проиграл нокаутом оба проведённых поединка, сначала поляку Кшиштофу Йотко, затем соотечественнику Нейту Марквардту. Вскоре после второго поражения его уволили из UFC.

## Статистика в профессиональном ММА
| Боёв 19  | Побед 14 | Поражений 5 |
| -------- | -------- | ----------- |
| Нокаутом | 8        | 2           |
| Сдачей   | 5        | 2           |
| Решением | 1        | 1           |

| Результат | Рекорд | Соперник         | Способ                          | Турнир                                  | Дата             | Раунд | Время | Место              | Примечание                                                    |
| --------- | ------ | ---------------- | ------------------------------- | --------------------------------------- | ---------------- | ----- | ----- | ------------------ | ------------------------------------------------------------- |
| Поражение | 14-5   | Нейт Марквардт   | KO (удары)                      | UFC Fight Night: Lineker vs. Dodson     | 1 октября 2016   | 2     | 4:44  | Портленд, США      |                                                               |
| Поражение | 14-4   | Кшиштоф Йотко    | KO (удары руками)               | UFC Fight Night: MacDonald vs. Thompson | 18 июня 2016     | 1     | 0:59  | Оттава, Канада     |                                                               |
| Победа    | 14-3   | Джош Самман      | Сдача (треугольник)             | UFC on Fox: dos Anjos vs. Cerrone 2     | 19 декабря 2015  | 3     | 4:10  | Орландо, США       |                                                               |
| Победа    | 13-3   | Джейсон Бутчер   | Сдача (рычаг локтя)             | Bellator 134                            | 27 февраля 2015  | 1     | 1:06  | Анкасвилл, США     |                                                               |
| Победа    | 12-3   | Бреннан Уорд     | KO (удары руками)               | Bellator 123                            | 5 сентября 2014  | 1     | 0:21  | Анкасвилл, США     | Дебют в среднем весе.                                         |
| Поражение | 11-3   | Джон Говард      | Раздельное решение              | UFC 101                                 | 8 августа 2009   | 3     | 5:00  | Филадельфия, США   |                                                               |
| Победа    | 11-2   | Райан Мэдиган    | TKO (удары руками)              | UFC 96                                  | 7 марта 2009     | 1     | 3:35  | Колумбус, США      |                                                               |
| Поражение | 10-2   | Дастин Хейзелетт | Сдача (обратный рычаг логтя)    | UFC 91                                  | 15 ноября 2008   | 1     | 3:59  | Лас-Вегас, США     |                                                               |
| Победа    | 10-1   | Люк Каммо        | Единогласное решение            | UFC 87                                  | 10 августа 2008  | 3     | 5:00  | Миннеаполис, США   |                                                               |
| Поражение | 9-1    | Акихиро Гоно     | Сдача (рычаг локтя)             | UFC 78                                  | 17 ноября 2007   | 2     | 3:19  | Атлантик-Сити, США |                                                               |
| Победа    | 9-0    | Пит Спратт       | Сдача (треугольник)             | UFC Fight Night: Stout vs. Fisher       | 12 июня 2007     | 2     | 2:04  | Холливуд, США      |                                                               |
| Победа    | 8-0    | Нури Шакир       | Сдача (удушение сзади)          | CFFC 4                                  | 13 апреля 2007   | 2     | 3:22  | Атлантик-Сити, США |                                                               |
| Победа    | 7-0    | Энтони Д’Анджело | TKO (удары руками)              | CFFC 3                                  | 19 января 2007   | 1     | 2:34  | Атлантик-Сити, США |                                                               |
| Победа    | 6-0    | Майк Литтлфилд   | TKO (удары руками)              | CFFC 2                                  | 6 октября 2006   | 1     | 4:10  | Атлантик-Сити, США | Выиграл вакантный титул чемпиона NABC MMA в полусреднем весе. |
| Победа    | 5-0    | Джейсон Жиру     | Техническая сдача (треугольник) | WFL 10                                  | 23 сентября 2006 | 1     | 3:07  | Ревир, США         |                                                               |
| Победа    | 4-0    | Джо Манзелло     | KO (удары руками)               | FFP: Untamed 7                          | 19 августа 2006  | 1     | 4:45  | Ревир, США         |                                                               |
| Победа    | 3-0    | Брендан Хокси    | TKO (удар ногой в корпус)       | CZ 17                                   | 5 августа 2006   | 2     | 1:37  | Плимут, США        |                                                               |
| Победа    | 2-0    | Бобби Диас       | TKO (удары руками)              | FFP: Untamed 5                          | 16 июня 2006     | 2     | 0:42  | Мансфилд, США      |                                                               |
| Победа    | 1-0    | Джон Дженнер     | TKO (удары руками)              | WFL: Judgment Night 2                   | 3 июня 2006      | 1     | 1:19  | Ревир, США         |                                                               |